# Heavy Metal and Reflective
Heavy Metal and Reflective é uma canção da rapper norte-americana Azealia Banks, para o seu álbum de estréia Broke with Expensive Taste. Foi lançada de forma independente em 28 de julho de 2014.

## Videoclipe
Banks lançou o teaser do videoclipe, dirigido por Rob Soucy e Nick Ace, em 25 de julho de 2014, e o mesmo foi lançado em 05 de agosto de 2014.
O clipe mostra Azealia sendo sequestrada e amarrada a uma cadeira no deserto. Ela senta-se por algum tempo, batendo alguns versos. Clipes de motociclistas aparecem como ela mexe seu caminho para fora das cordas. Banks disse que essa cena era "simbólica do [seu] sair [ao velho] rótulo". Mais tarde, vemos Banks como uma mulher que participa da corrida de moto que está acontecendo. Em outra cena, ela está no centro da cena, como os motociclistas círculo em torno dela. Ela também é visto com pitbulls latindo para a câmera com os motociclistas que estão no fundo. No final do vídeo, ela é vista andando longe da câmera, com a cena ficando preta.

## Lista de faixas
| Descarga digital |                                                 |         |  |
| N.º              | Título                                          | Duração |  |
| 1.               | "Heavy Metal and Reflective (versão explícita)" | 2:31    |  |
| 2.               | "Heavy Metal and Reflective (versão limpa)"     | 2:30    |  |

## Charts
| Tabela musical                        | Posições (2014) |
| ------------------------------------- | --------------- |
| Reino Unido (OCC UK Indie)            | 40              |
| Reino Unido (UK Indie Breakers Chart) | 10              |